# Vitalogy
Vitalogy é o terceiro álbum de estúdio do grupo norte-americano Pearl Jam, gravado em Seattle e que teve uma edição em vinil em 22 Novembro 1994. 
Deste álbum saíram êxitos como "Corduroy", "Nothingman" e "Better Man", e foram vendidos cerca de 5 milhões de unidades.
Sua sonoridade é menos agressiva que a de seus predecessores, Ten e Vs.

## Faixas
1. "Last Exit" – 2:54 (Dave Abbruzzese)
2. "Spin the Black Circle" – 2:48
3. "Not for You" – 5:52
4. "Tremor Christ" – 4:12
5. "Nothingman" (Vedder, Ament) – 4:35
6. "Whipping" – 2:35
7. "Pry, To" – 1:03
8. "Corduroy" – 4:37
9. "Bugs" – 2:45
10. "Satan's Bed" (Vedder, Gossard) – 3:31
11. "Better Man" (Vedder) – 4:28
12. "Aye Davanita" – 2:58
13. "Immortality" – 5:28
14. "Hey Foxymophandlemama, That's Me" (Ament, Gossard, Jack Irons, McCready, Vedder) – 7:44

## Músicos
- Eddie Vedder - Vocal
- Dave Abbruzzese - Bateria
- Jeff Ament - Baixo
- Mike McCready - Guitarra
- Stone Gossard - Guitarra